# Синанлъ
Синанлъ (на турски: Sinanli) е белде - село-център на община в Източна Тракия, Турция, вилает Лозенград.

## География и стопанство
Селото се намирa близо до границата с вилает Одрин и през него минава шосето за Текирдаг. най-близкият град е Бабаески, отстоящ на 15 км. Северно от селото тече река Ана дере, а западно от него има каменна кариера. Заобиколено е от обработваема селскостопанска земя и се произвеждат земеделски и животновъдни продукти, главно пшеница и слънчоглед.

## История
Синанлъ сред от най-старите села в региона, за което свидетелстват останките от три моста над река Ергене по пътя към Европа. Мостът в Синанлъ е строен от Мимар Синан. След Балканската война селището остава отвъд линията Мидия-Енос и е администрирано от Гърция. Гърци и евреи, които го населяват, го напускат след обявяването на турската република.